# Combined DNA Index System

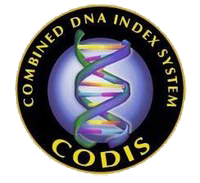
logo CODIS

Il Combined DNA Index System ( CODIS ) è il database nazionale del DNA degli Stati Uniti creato e gestito dal Federal Bureau of Investigation . Il CODIS è costituito da tre livelli di informazioni; I sistemi di indice del DNA locale (LDIS) da cui hanno origine i profili del DNA, i sistemi di indice del DNA statale (SDIS) che consentono ai laboratori all'interno degli stati di condividere informazioni e il sistema di indice del DNA nazionale (NDIS) che consente agli stati di confrontare le informazioni sul DNA tra loro.
Il software CODIS contiene più database diversi a seconda del tipo di informazioni su cui si sta effettuando la ricerca. Esempi di questi database includono persone scomparse, autori di reati condannati e campioni forensi raccolti dalle scene del crimine. Ogni stato e il sistema federale hanno leggi diverse per la raccolta, il caricamento e l'analisi delle informazioni contenute nel proprio database. Tuttavia, per ragioni di privacy, il database CODIS non contiene alcuna informazione identificativa personale, come il nome associato al profilo DNA. L'agenzia che effettua il caricamento viene informata di eventuali risultati positivi nei propri campioni e ha il compito di diffondere le informazioni personali in conformità alle proprie leggi.

## Istituzione
La creazione di un database nazionale del DNA negli Stati Uniti è stata menzionata per la prima volta dal Gruppo di lavoro tecnico sui metodi di analisi del DNA (TWGDAM) nel 1989.  L'obiettivo strategico dell'FBI era quello di massimizzare la partecipazione volontaria degli stati ed evitare ciò che accadde diversi anni prima, quando otto stati occidentali frustrati dai progressi nella creazione di una rete nazionale di sistema automatizzato di identificazione delle impronte digitali (AFIS) formarono la Western Identification Network (WIN). La strategia dell'FBI per scoraggiare gli Stati dal creare sistemi in concorrenza con il CODIS è stata quella di sviluppare un software per il database del DNA e fornirlo gratuitamente ai laboratori criminali statali e locali. Questa decisione strategica, ovvero fornire software gratuitamente allo scopo di guadagnare quote di mercato, era innovativa per l'epoca e precedeva le guerre dei browser . Nel 1990, l'FBI ha avviato un programma pilota di database del DNA con 14 laboratori statali e locali.
Nel 1994, il Congresso approvò il DNA Identification Act che autorizzava l'FBI a creare un database nazionale del DNA dei delinquenti condannati, nonché database separati per le persone scomparse e campioni forensi raccolti sulle scene del crimine. (Alcuni nell'Ufficio di presidenza ritenevano che la legge non fosse necessaria per istituire un database nazionale del DNA perché la divisione dei servizi di informazione sulla giustizia penale dell'FBI stava già utilizzando autorità simili per fornire soluzioni di condivisione dei dati alle forze dell'ordine federali, statali, locali e tribali.) Il DNA Identification Act richiedeva inoltre che i laboratori che partecipano al programma CODIS mantenessero l'accreditamento da parte di un'organizzazione no-profit indipendente che è attivamente coinvolta nei campi forensi e che gli scienziati che elaborano i campioni di DNA per l'invio al CODIS mantengano la competenza e siano regolarmente testati per garantire la qualità del profili caricati nel database.  Il livello nazionale del CODIS (NDIS) è stato implementato nell’ottobre 1998. Oggi, tutti i 50 stati, il Distretto di Columbia, le forze dell'ordine federali, il Laboratorio dell'Esercito e Porto Rico partecipano alla condivisione nazionale dei profili DNA.

## Struttura della base di dati
Il database CODIS contiene diversi indici per l'archiviazione delle informazioni sul profilo DNA. Per l'assistenza nelle indagini penali esistono tre indici: l'indice degli autori di reato, che contiene i profili del DNA dei condannati per reati; l'indice degli arrestati, che contiene i profili degli arrestati per reati ai sensi delle leggi del rispettivo Stato; e l'indice forense, che contiene i profili raccolti sulla scena del crimine.  Indici aggiuntivi, come l'indice dei resti umani non identificati, l'indice delle persone scomparse e l'indice dei parenti biologici delle persone scomparse, vengono utilizzati per facilitare l'identificazione delle persone scomparse.  Esistono indici di specialità anche per altri esemplari che non rientrano nelle altre categorie. Questi indici includono l'indice del personale, per i profili dei dipendenti che lavorano con i campioni, e l'indice dei delinquenti multi-allelici, per campioni provenienti da un'unica fonte che hanno tre o più alleli in due o più loci.

### Indici non penali
Sebbene il CODIS sia generalmente utilizzato per collegare i crimini ad altri crimini e potenzialmente ai sospettati, esistono parti non penali del database come gli indici delle persone scomparse. Il database nazionale del DNA delle persone scomparse, noto anche come CODIS(mp), è gestito dall'FBI al livello NDIS del CODIS consentendo a tutti gli stati di condividere informazioni tra loro. Creata nel 2000 utilizzando l'infrastruttura CODIS esistente, questa sezione del database è progettata per aiutare a identificare i resti umani raccogliendo e archiviando informazioni sul DNA dei dispersi o dei parenti delle persone scomparse. I resti non identificati vengono analizzati per il DNA dal Centro per l'identificazione umana dell'Università del North Texas, finanziato dal National Institute of Justice .  L'analisi nucleare, Y-STR (solo per i maschi) e mitocondriale può essere eseguita sia su resti sconosciuti che su parenti noti al fine di massimizzare la possibilità di identificare i resti.

### Statistiche
A settembre 2020, NDIS contiene più di 14 milioni di profili di aggressori, più di quattro milioni di profili di persone arrestate e più di un milione di profili forensi. L'efficienza del CODIS è misurata in base al numero di investigazioni risolte grazie al consulto del database stesso. A settembre 2020, il CODIS ha aiutato a risolvere più di 520mila investigazioni ed è stato consultato più di 530mila volte. Ogni stato ha il loro proprio database SDIS e ogni stato può impostare i loro standard di inclusione che possono essere meno restrittivi del livello nazionale. Per questa ragione, un numero di profili che sono presenti in un database di tipo statale non sono nel database di tipo nazionale e non sono giornalmente cercati con collegamenti inter stati.

## Base scientifica
La maggior parte delle identificazioni tramite CODIS si basa su brevi ripetizioni tandem ( STR ) sparse in tutto il genoma umano e su statistiche utilizzate per calcolare la rarità di quello specifico profilo nella popolazione.  Gli STR sono un tipo di variazione del numero di copie e comprendono una sequenza di coppie di basi nucleotidiche che viene ripetuta più e più volte. In ogni posizione testata durante l'analisi del DNA, nota anche come locus (plurale loci), una persona ha due serie di ripetizioni, una dal padre e una dalla madre. Ogni serie viene misurata e viene registrato il numero di copie ripetute.  Se entrambi i filamenti, ereditati dai genitori, contengono lo stesso numero di ripetizioni in quel locus, si dice che la persona è omozigote in quel locus. Se i numeri di ripetizione differiscono si dice che siano eterozigoti . Ogni possibile differenza in un locus è un allele.  Questa determinazione ripetuta viene eseguita su una serie di loci e i valori ripetuti rappresentano il profilo DNA caricato su CODIS. A partire da gennaio 1, 2017, i requisiti per il caricamento a livello nazionale dei profili di autori di reato noti sono 20 loci.
In alternativa, il CODIS consente il caricamento di informazioni sul DNA mitocondriale (mtDNA) negli indici delle persone scomparse. Poiché il mtDNA viene trasmesso dalla madre alla prole, può essere utilizzato per collegare i resti a parenti ancora in vita che hanno lo stesso mtDNA.

### Loci

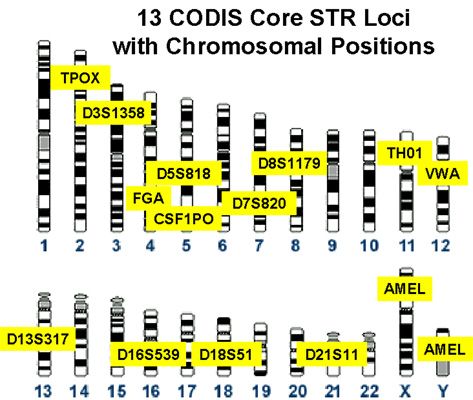
I 13 loci principali originali e le loro posizioni sul genoma più il locus amelogenina che determina il sesso (AMEL)

Prima del 1 gennaio 2017, il livello nazionale del CODIS richiedeva che i profili degli autori di reato noti avessero una serie di 13 loci chiamati "CODIS core". Da allora, il requisito si è ampliato per includere sette loci aggiuntivi. Profili parziali sono consentiti anche nel CODIS in indici separati e sono comuni nei campioni di scene del crimine che sono degradati o sono miscele di più individui. Il caricamento di questi profili a livello nazionale del CODIS richiede la presenza di almeno otto loci principali, nonché una rarità del profilo di 1 su 10 milioni (calcolata utilizzando le statistiche sulla popolazione).
I loci che rientrano in un gene prendono il nome dal gene. Ad esempio, TPOX, prende il nome dal gene della perossidasi tiroidea umana .  Ai loci che non rientrano nei geni viene assegnato uno schema di denominazione standard per uniformità. Questi loci sono chiamati D + il cromosoma su cui si trova il locus + S + l'ordine in cui è stata descritta la posizione su quel cromosoma. Ad esempio, D3S1358 si trova sul terzo cromosoma ed è la 1358ª posizione descritta.  I core CODIS sono elencati di seguito; i loci con asterischi rappresentano il nuovo nucleo e sono stati aggiunti all'elenco nel gennaio 2017.
I loci utilizzati nel CODIS sono stati scelti perché si trovano in regioni del DNA non codificante, sezioni che non codificano per le proteine. Queste sezioni non dovrebbero essere in grado di fornire agli investigatori alcuna informazione aggiuntiva sulla persona come il colore dei capelli o degli occhi o la razza.  Tuttavia, nuovi progressi nella comprensione dei marcatori genetici e dell'ascendenza hanno indicato che i loci CODIS possono contenere informazioni fenotipiche.

## Uso internazionale
Sebbene il database statunitense non sia direttamente collegato a nessun altro paese, il software CODIS sottostante viene utilizzato da altre agenzie in tutto il mondo. As of April 2016, il software CODIS è utilizzato da 90 laboratori internazionali in 50 paesi.  Le agenzie di polizia internazionali che desiderano effettuare ricerche nel database statunitense possono presentare una richiesta all'FBI per la revisione. Se la richiesta è ragionevole e il profilo oggetto della ricerca soddisfa gli standard inclusivi per un profilo statunitense, come il numero di loci, la richiesta può essere ricercata a livello nazionale o inoltrata a qualsiasi stato in cui esiste il ragionevole sospetto che possano essere presenti in quello livello del database.

## Controversie

### Raccolta degli arrestati

Leggi attuali che regolano la raccolta del DNA a partire dal 2023.
Riscossione solo su condanna Raccolta da alcuni arresti criminali Raccolta da tutti gli arresti criminali

Lo scopo originale del database CODIS era quello di basarsi sul registro degli autori di reati sessuali attraverso la raccolta del DNA dei condannati per reati sessuali.  Nel corso del tempo, questo si è ampliato. Attualmente, tutti i 50 stati raccolgono il DNA di coloro che sono condannati per crimini . Un certo numero di stati raccolgono anche campioni da minorenni e da coloro che sono stati arrestati, ma non ancora condannati, per un crimine. Si noti che anche negli stati che limitano la raccolta del DNA conservato nel database statale solo ai condannati per un crimine, i database locali, come il laboratorio forense gestito dall'Ufficio del capo esaminatore medico della città di New York, possono raccogliere campioni di DNA degli arrestati che hanno non è stato condannato. La raccolta dei campioni degli arrestati ha sollevato questioni costituzionali, in particolare il Quarto Emendamento che vieta perquisizioni e sequestri irragionevoli. Si è sostenuto che il prelievo del DNA da soggetti non condannati per un reato, senza un ordine esplicito di prelievo, fosse considerato una perquisizione senza mandato e quindi illegale.  Nel 2013, la Corte Suprema degli Stati Uniti ha stabilito nel caso Maryland contro King che la raccolta del DNA di persone arrestate per un crimine, ma non ancora condannate, fa parte della procedura di registrazione della polizia ed è ragionevole quando tale raccolta viene utilizzata a fini di identificazione.

### Ricerca familiare
Il modello di ereditarietà di alcuni DNA significa che i parenti stretti condividono una percentuale di alleli più elevata tra loro rispetto ad altri membri casuali della società.  Ciò consente la ricerca di corrispondenze strette all'interno del CODIS quando non viene trovata una corrispondenza esatta. Concentrandosi sulle corrispondenze strette, gli investigatori possono potenzialmente trovare un parente stretto il cui profilo è presente nel CODIS restringendo la ricerca a una famiglia specifica. La ricerca familiare ha portato a diverse condanne dopo l'esaurimento di tutte le altre piste, incluso il serial killer Grim Sleeper .  Questa pratica ha anche sollevato sfide al Quarto Emendamento poiché l'individuo che finisce per essere accusato di un crimine è stato implicato solo perché il DNA di qualcun altro era nel database CODIS.  As of April 2018 </link></link> , dodici stati hanno approvato l'uso della ricerca familiare nel CODIS.